# Giảm âm

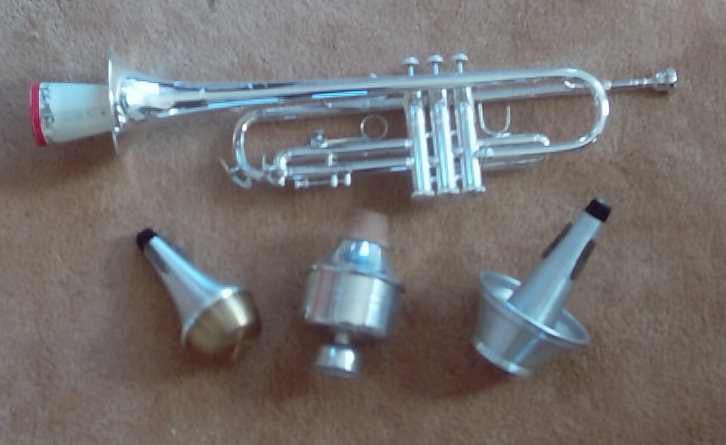
Các loại giảm âm cho kèn trumpet.

Giảm âm là một phụ kiện gắn vào nhạc cụ, dùng để giảm bớt công suất phát ra thanh âm hoặc thay đổi âm sắc của thanh âm. Trong tiếng Anh từ này là "mute", còn trong tiếng Pháp từ này là "sourdine", nên trong thuật ngữ âm nhạc Việt Nam còn gọi ở dạng phiên âm từ tiếng Pháp là "xuốc-đin".
Hiện nay trong tiếng Việt, phụ kiện này còn được gọi là thiết bị hãm âm, tuy nhiên cần phân biệt với "hãm âm pô" (giảm âm cho ống xả của xe máy độ).

## Công dụng

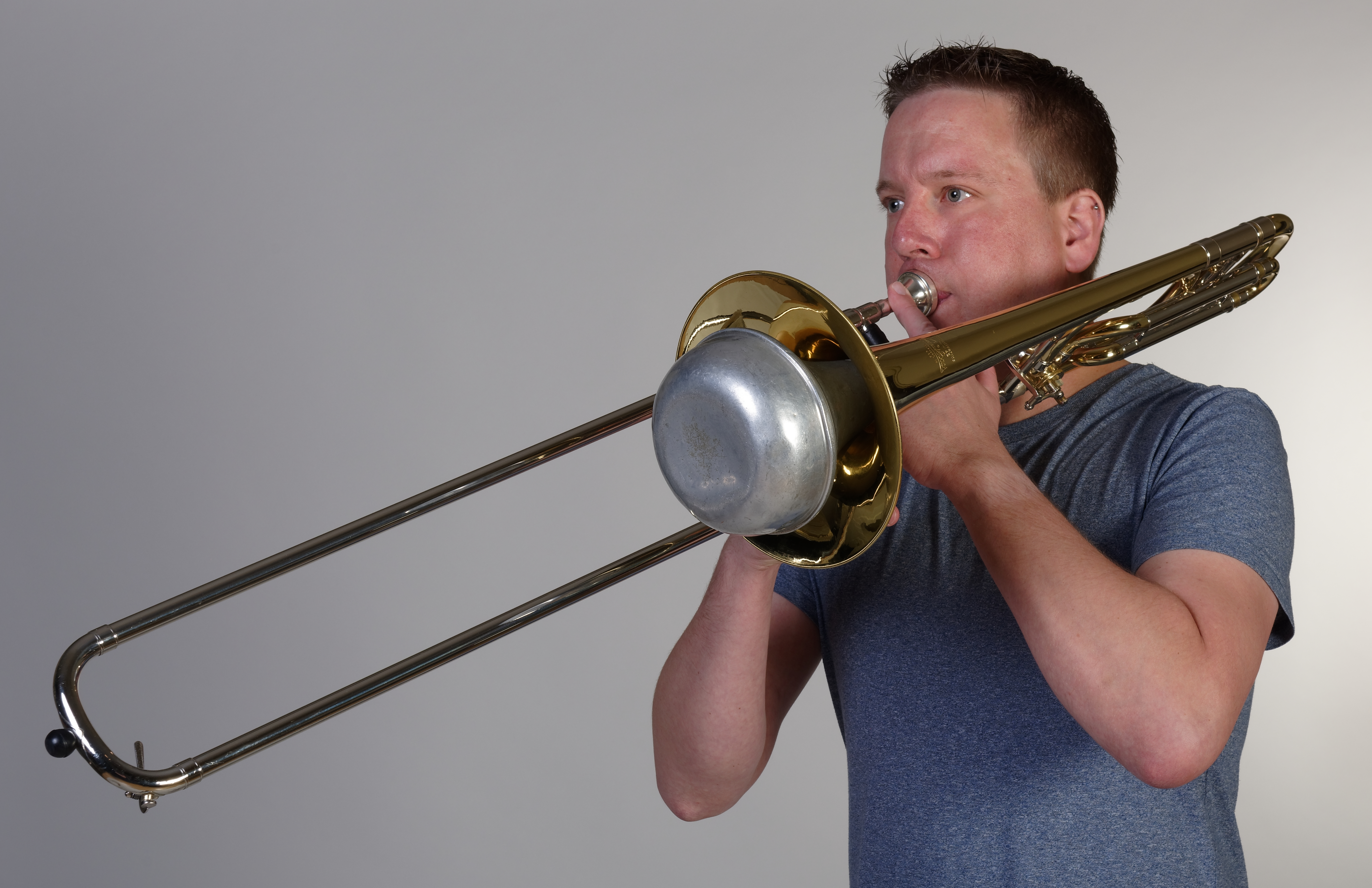
Người thổi trombone gắn giảm âm

- Các thiết bị giảm âm thường dùng nhất cho các loại nhạc cụ phát ra âm thanh lớn, vang xa như kèn đồng (nhất là trumpet và trombone), đôi khi cũng dùng cho các nhạc cụ khác như đàn dây, kèn gỗ. Hiệu quả của chúng chủ yếu nhằm mục đích nghệ thuật: giảm cường độ cũng như âm lượng thanh âm do nhạc cụ phát ra theo biên soạn của nhạc sĩ sáng tác hoặc ý muốn của nghệ sĩ biểu diễn. Giảm âm cũng có thể được thực hiện bằng tay không (không phụ kiện), như trong trường hợp tì gốc bàn tay vào ngựa đàn guitar (kĩ thuật pizzicato ở guitar), hoặc nắm bàn tay thành "quả đấm" cho vào miệng loa kèn đồng, hay tì lòng bàn tay lên mặt trống.
- Công dụng khác là cho phép người luyện tập trong phòng một cách kín đáo, giảm bớt tiếng ồn, trong trường hợp có nhiều người gần nơi luyện tập.
- Đối với bộ trống và chũm chọe khi tập, thường dùng lưới hoặc miến dán để giảm bớt tiếng ồn.
- Các thiết bị giảm âm tạo ra âm sắc tinh tế, khác lạ ít nhiều so với thanh âm thông thường của nhạc cụ cũng như sắc hòa âm khi hoà tấu với nhạc cụ khác, nên thường chỉ dùng trong  cuộc biểu diễn độc tấu nhạc cụ, dàn nhạc giao hưởng, nhạc thính phòng mà rất ít dùng trong thể loại nhạc Jazz, Rock, nhạc Pop.

## Một số loại giảm âm

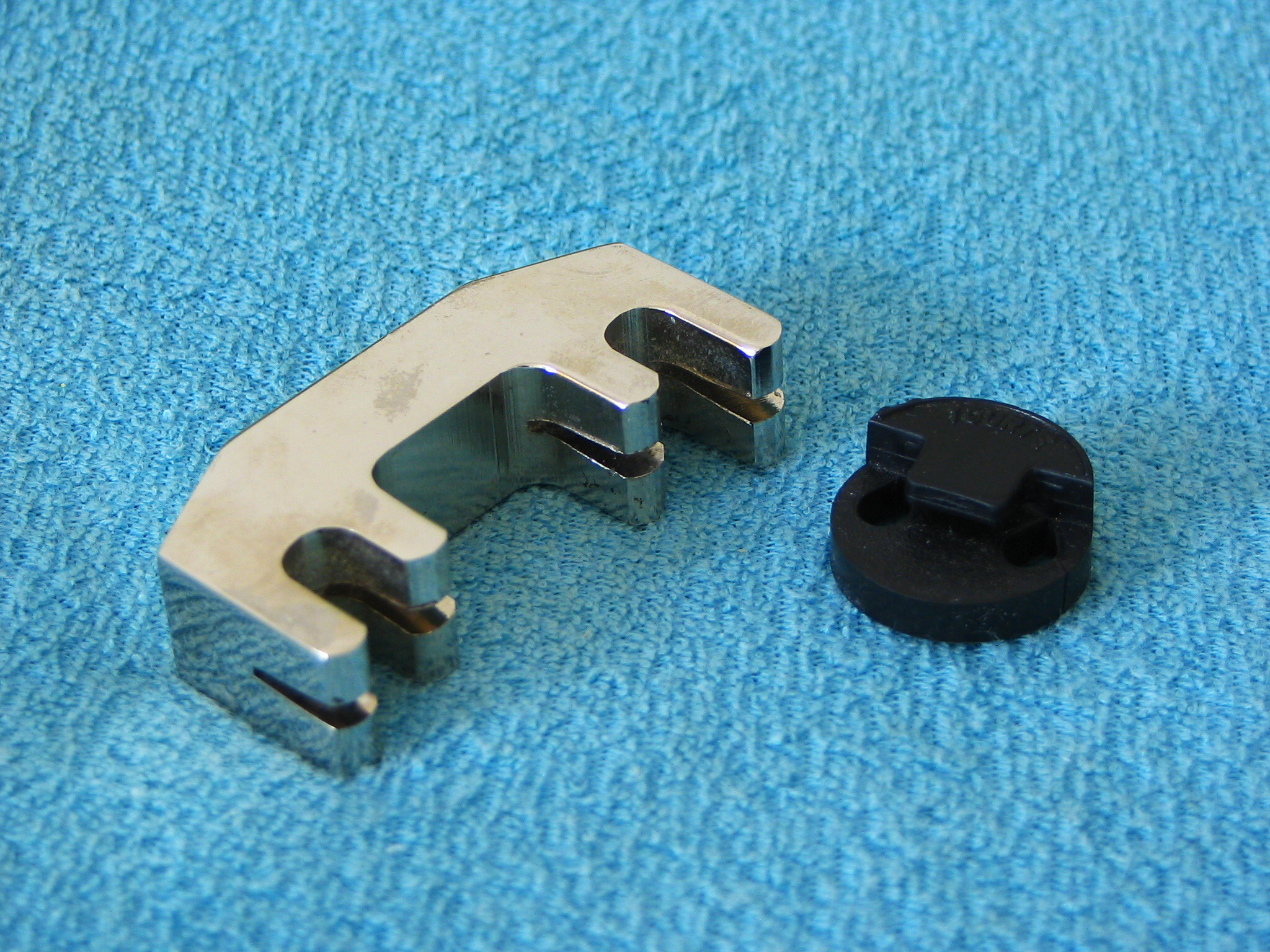
Giảm âm cho bộ dây: giảm âm cả bốn dây hoặc chỉ một dây.
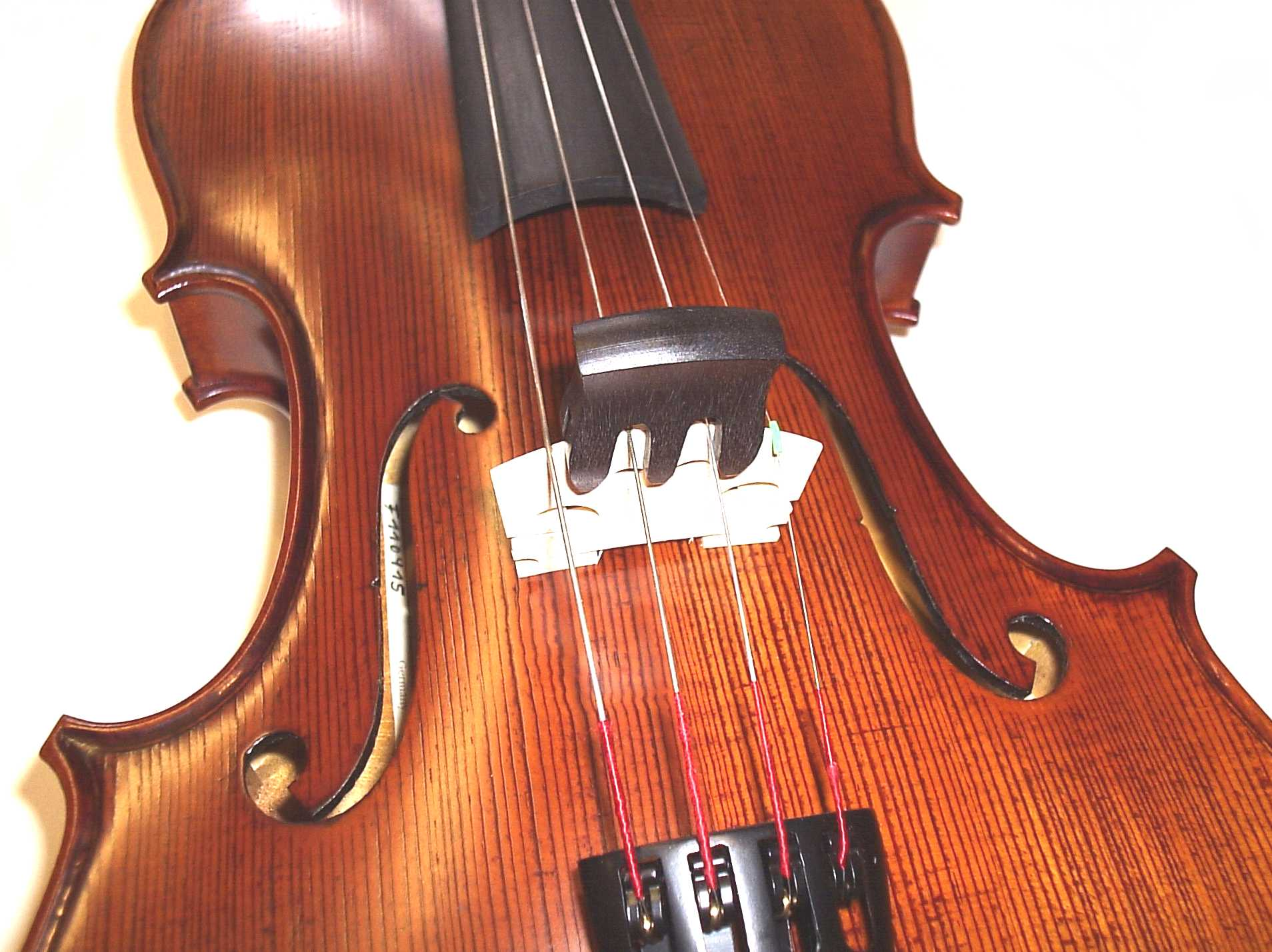
Giảm âm cho hai dây ở vĩ cầm (lược hai dây)
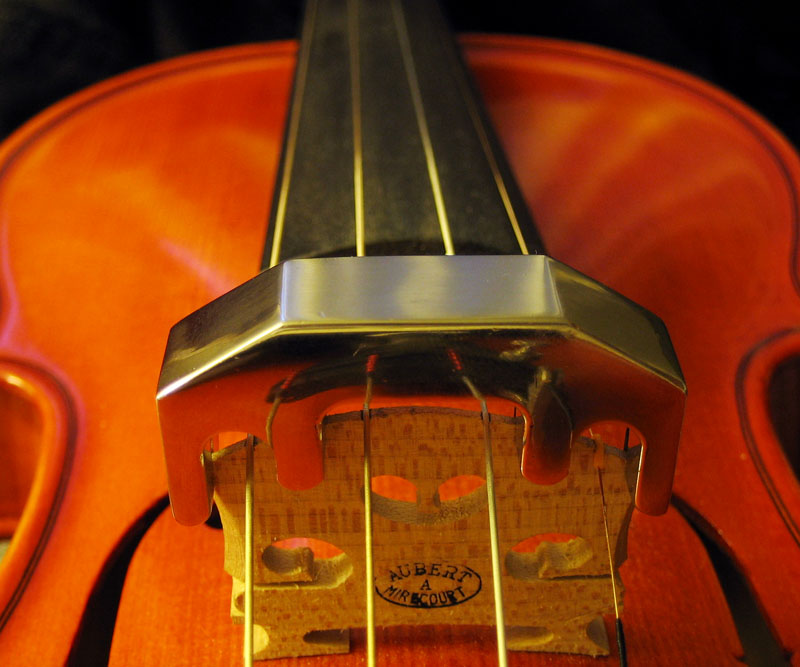
Giảm âm bằng hợp kim cho cả bốn dây vĩ cầm (lược sắt 4 dây)
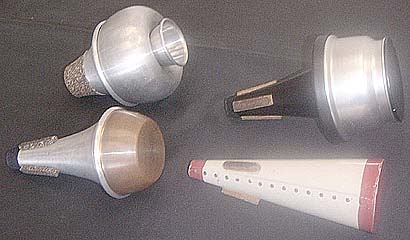
Giảm âm cho kèn đồng hay "mướp" kèn.

Ở Việt Nam, thiết bị giảm âm cho đàn dây còn gọi nôm na là "lược", thiết bị giảm âm cho kèn gọi nôm na là "mướp".